# Fal Dara
Fal Dara is een fictieve stad in het land Shienar. De stad komt voor in de boekenserie het Rad des Tijds, geschreven door Robert Jordan. Het is onderdeel van een Grensland, en dus ingericht ter verdediging tegen wezens als Trolloks en Myrddraal.
Fal Dara is de meest noordelijke stad van Shienar, noordelijker dan de hoofdstad Fal Moran.
De Hoogheer van Fal Dara is een goed krijgsheer, en Fal Dara heeft een eigen staand leger door haar ligging tegen de grens van de Verwording.
Fal Dara is een ommuurde stad die fel verlicht wordt in de nacht zodat de Myrddraal niet de kans krijgen in de schaduwen te verschijnen. Bovendien is het - net als in alle Grenslanden - verboden binnen de muren van de stad een gezichtsbedekkend kledingstuk te dragen. Hiermee probeert men Duistervrienden en vermomd Schaduwgebroed te weren uit Fal Dara. De stad ligt tegen de oude grens van het vergane Malkier.
Verschillende personages uit de boekenserie zoals de soldaten Uno en Masema komen uit Fal Dara.